# Zagubiony horyzont (film 1937)
Zagubiony horyzont (ang. Lost Horizon) – amerykański film z 1937 roku w reżyserii Franka Capry na podst. powieści o tym samym tytule Jamesa Hiltona.
W 2016 roku Zagubiony horyzont został wprowadzony do Narodowego Rejestru Filmowego Stanów Zjednoczonych jako film „znaczący kulturowo, historycznie bądź estetycznie”.

## Fabuła
W 1935 roku w pogrążonym w rewolucji mieście Baskul w Chinach, angielski dyplomata wojskowy Robert Conway organizuje ewakuację wszystkich białych osób, którym grozi masakra. On sam ewakuuje się dopiero ostatnim samolotem, razem z młodszym bratem George’em i trzema innymi osobami – wyniosłym angielskim paleontologiem Lovettem i dwoma Amerykanami: ściganym oszustem Henrym Barnardem i śmiertelnie chorą nihilistką Glorią Stone. Robert leci do Wielkiej Brytanii, gdzie ma objąć stanowisko Sekretarza ds. Zagranicznych, jednak nie jest zadowolony perspektywą uległej polityki i czuje niesmak, że w Baskul zostawił 10 tys. miejscowych na pastwę rewolucjonistów, a opinia publiczna się tym nie przejmie. Następnego dnia okazuje się, że pilotem jest ktoś inny, a samolot został uprowadzony w nieznanym celu. Robert w przeciwieństwie do reszty jest podekscytowany innym doznaniem niż monotonna praca urzędnicza.
W końcu gdzieś w Himalajach kończy się paliwo i samolot rozbija się, zabijając porywacza. Pasażerowie, zaskoczeni śnieżycą, spotykają grupę z pobliskiego klasztoru lamów, której lider, Chińczyk Chang prowadzi ich do Shangri-La położonego w idyllicznej dolinie otoczonej górami. George chce zadepeszować do Biura Spraw Zagranicznych, ale Chang wyjaśnia, że Shangri-La jest odizolowane od cywilizacji, z jedynym kontaktem przez plemię tragarzy dostarczające zapasy raz na kilka lat. Robertowi nie przeszkadza to i zaczyna się aklimatyzować. Shangri-La nie reprezentuje konkretnej religii i opiera się na zasadzie umiarkowania, w związku z brakiem przestępstw nie potrzeby policji i armii, a mieszkańcy nie starzeją się i są długowieczni. Wspólnotę założył w 1713 roku belgijski ksiądz i pierwszy Europejczyk w Shangri-La, ojciec Perrault, który zaczął uczyć tubylców i rozpoczął kolekcjonowanie dzieł sztuki z całego świata.
Mimo że minęły dwa tygodnie, a obiecani tragarze jeszcze nie przybyli, Robert coraz lepiej funkcjonuje. Jednak George i Lovett podejrzewają, że porywacz był w zmowie z Shangri-La. Robert wobec tego pyta się Changa o powody ich przetrzymywania i czy tragarze po nich przybędą. Chang mówi, że informacje udziela jego przełożony, Wysoki Lama, który akurat chce spotkać się z Conwayem. Robert odkrywa, że Wielki Lama to ojciec Perrault nadal żyjący od 200 lat. Wielki Lama wyjawia, że zdecydował się sprowadzić Roberta z sugestii Sondry Bizet, europejskiej nauczycielki wychowującej się całe życie w Shangri-La. Opisuje pacyfistyczną misję Shangri-La, które stworzył jako sanktuarium dla skarbów cywilizacji, by mogły przetrwać coraz bardziej pogrążony w wojnie świat.
Sondra, która od początku intrygowała Roberta, przyznaje że chciała go poznać, po tym jak przeczytała jego pisma o idealistycznej wymowie i uznała, że odnajdzie się w Shangri-La. Robert się z nią zgadza, a jego towarzysze również czują pozytywnie nastawieni. Lovett porzuca podejrzenia wobec Shangri-La i postanawia nauczać geologii, a Barnard, wykorzystując swe wykształcenie hydrauliczne, chce ułatwić życie mieszkańcom, budując kanalizację. Także Gloria odzyskuje zdrowie i chęć życia. Tylko George czuje się więźniem. Jest zauroczony Rosjanką Marią, która trafiła do Shangri-La w 1888 roku i tak jak on chce uciec z Shangri-La. Chang przestrzega, że każdy, kto opuści dolinę szybko przybierze wygląd zgodny z aktualnym wiekiem i prosi Roberta o wyperswadowanie pomysłu bratu. Robert zwraca się o radę do Wysokiego Lamy, ale ten oznajmia, że umiera. Czyni Conwaya swoim następcą widząc w nim najlepszego kandydata, po czym dokonuje żywota.
Robert, który od dawna czuł pustkę w życiu, decyduje się zostać w Shangri-La, podobnie Lovett, Barnard i Gloria. Rozsierdzony George, który przekupił tragarzy, nie wierzy w historię o Wysokim Lamie i prawdziwy wiek Marii, która deklaruje, że porwano ją dwa lata temu i Chang bezwzględnie jej pilnuje. Robert niechętnie postanawia odejść z bratem i Marią do domu. Jednak tragarze zostawiają w tyle coraz bardziej zmęczonych podróżników i zaczynają do nich strzelać dla własnego ubawienia. Rozlega lawina śnieżna zabijająca tragarzy. W trakcie kolejnej wyczerpującej podróży Maria umiera gwałtownie się starzejąc. Zrozpaczony George popełnia samobójstwo przez skok w przepaść. Robert przez długi czas błąka się po górach i wycieńczony trafia do chińskiej misji, gdzie zostaje odratowany.
Okazuje, że Robert przez rok był poszukiwany przez brytyjską grupę poszukiwawczą i cierpi na amnezję. Kiedy jej dowódca, lord Gainsford zabiera go na pokład statku w celu powrotu do Wielkiej Brytanii, Robert odzyskuje pamięć i wyskakuje ze statku w Singapurze, by wrócić do Shangri-La. Gainsford ściga go przez 10 miesięcy, aż go gubi w najwyżej położonym posterunku Tybetu, gdy Conway zniknął za górską przełęczą, w którą tubylcy boją się zapuszczać. Wróciwszy do Londynu Gainsford oznajmia, że nigdy nie poznał tak zdeterminowanej osoby, a także wierzy w historię o Shangri-La. Życzy, by każdy człowiek znalazł własne Shangri-La. W przypadku Roberta słowa się te sprawdzają, gdy wreszcie dociera z powrotem do Shangri-La.

## Obsada
- Ronald Colman jako Robert Conway
- Jane Wyatt jako Sondra Bizet
- John Howard jako George Conway
- Sam Jaffe jako Wielki Lama / ojciec Perrault
- H.B. Warner jako Chang
- Edward Everett Horton jako Alexander P. Lovett
- Thomas Mitchell jako Henry Barnard
- Isabel Jewell jako Gloria Stone
- Margo jako Maria
- Hugh Buckler jako lord Gainsford
- Val Duran jako porywacz
- Noble Johnson jako przywódca tragarzy

## Konserwacja filmu
W latach 40. XX wieku wycięto prawie 25 minut filmu, a do dystrybucji wprowadzono jego liczne, krótsze wersje. Do roku 1967, oryginalny negatyw uległ zniszczeniu, a także nie przetrwała żadna kopia o pełnej długości. Rekonstrukcję filmu rozpoczął w 1973 roku Amerykański Instytut Filmowy, przeszukując światowe archiwa w celu zidentyfikowania zachowanych kopii filmu. Zlokalizowano pełną 132-minutową ścieżkę dźwiękową w Wielkiej Brytanii oraz krótszy o siedem minut obraz z zagranicznych kopii. Stan techniczny znalezionego materiału wahał się między doskonałym a złym. Do rekonstrukcji kopii Sony Pictures Entertainment, we współpracy w 1999 roku z Archiwum Filmowo-Telewizyjne UCLA użyło laboratorium i technologii cyfrowej, osiągając optymalną jakość. Ponieważ obraz pozostał krótszy o siedem minut od ścieżki dźwiękowej, brakujące sceny wypełniono zatrzymanymi kadrami filmu oraz niektórymi zachowanymi fotosami z etapu kręcenia.
W 2014 odnaleziono brakujący około jednominutowy fragment pierwszego spotkania Conwaya z Wielkim Lamą pochodzący z europejskiej 16-milimetrowej kopii. Materiał włączono do reszty w ramach skanowania filmu w jakości 4K. Odrestaurowany Zagubiony horyzont w tej formie wydano na rynek domowy w 2017 roku na 80-lecie filmu.

## Nagrody i nominacje
| Nagroda                   | Kategoria                    | Nominowani                             | Wynik     | Źródło |
| ------------------------- | ---------------------------- | -------------------------------------- | --------- | ------ |
| Nagroda Akademii Filmowej | Wybitna produkcja            | Frank Capra                            | Nominacja | [ 7 ]  |
| Nagroda Akademii Filmowej | Najlepszy aktor drugoplanowy | H.B. Warner                            | Nominacja | [ 7 ]  |
| Nagroda Akademii Filmowej | Najlepsza muzyka             | Morris Stoloff                         | Nominacja | [ 7 ]  |
| Nagroda Akademii Filmowej | Najlepszy dźwięk             | John P. Livadary Columbia Pictures SSD | Nominacja | [ 7 ]  |
| Nagroda Akademii Filmowej | Najlepsza scenografia        | Stephen Goosson                        | Wygrana   | [ 7 ]  |
| Nagroda Akademii Filmowej | Najlepszy montaż             | Gene Havlick, Gene Milford             | Wygrana   | [ 7 ]  |
| Nagroda Akademii Filmowej | Najlepszy asystent reżysera  | C. C. Coleman Jr.                      | Nominacja | [ 7 ]  |